# Протейні
Протейні, або протеєві (Proteaceae) — родина квіткових дводольних рослин. Родина містить 5 підродин, ≈ 80 родів і ≈ 1700 видів, поширених у Південній і Центральній Америках, Африці, Австралазії, Південно-Східній і Південній Азії.

## Класифікація
Назву родини запропонував Антуан Лоран де Жюссьє у 1789 році з роду Protea, що зі свого боку походить від імені бога Протея. Він міг змінювати свою форму, перекидаючись у різних тварин. Таке ім'я було обране через велику варіативність квіток та листя родини.
родина Proteaceae:
- підродина Bellendenoideae містить один вид — Bellendena montana, який є ендеміком Тасманії
- підродина Grevilleoideae містить ≈ 46 родів і ≈ 950 видів, більшість з яких живе в Австралазії, але також у Азії, Південній Америці й Африці
- підродина Persoonioideae містить ≈ 4 роди й ≈ 110 видів, які зростають в Австралазії
- підродина Proteoideae містить ≈ 25 родів і ≈ 655 видів, більшість з яких живе в Африці, але також у Південній Америці й Австралазії
- підродина Symphionematoideae містить 2 роди й 2 види, які зростають у Тасманії й південно-східній Австралії

## Будова
Через адаптивну радіацію важко визначити спільні риси в будові. Це переважно дерева чи кущі з головчастими суцвіттями.

## Поширення та середовище існування
Росте у південній півкулі Землі.

## Практичне використання
Багато рослин з родини вирощують як декоративні (наприклад Stenocarpus sinuatus). У гревілеї могутньої цінна деревина, дещо схожа на деревину дуба шовковистого.
Аборигени Австралії вживали в їжу плоди Persoonia й насіння Gevuina та Macadamia. Ніжні пагони Helicia споживають на о. Ява.

## Цікаві факти
Статтею про чагарник Persoonia terminalis родини Proteaceae англомовна Вікіпедія перетнула позначку у 5 мільйонів статей.

## Галерея

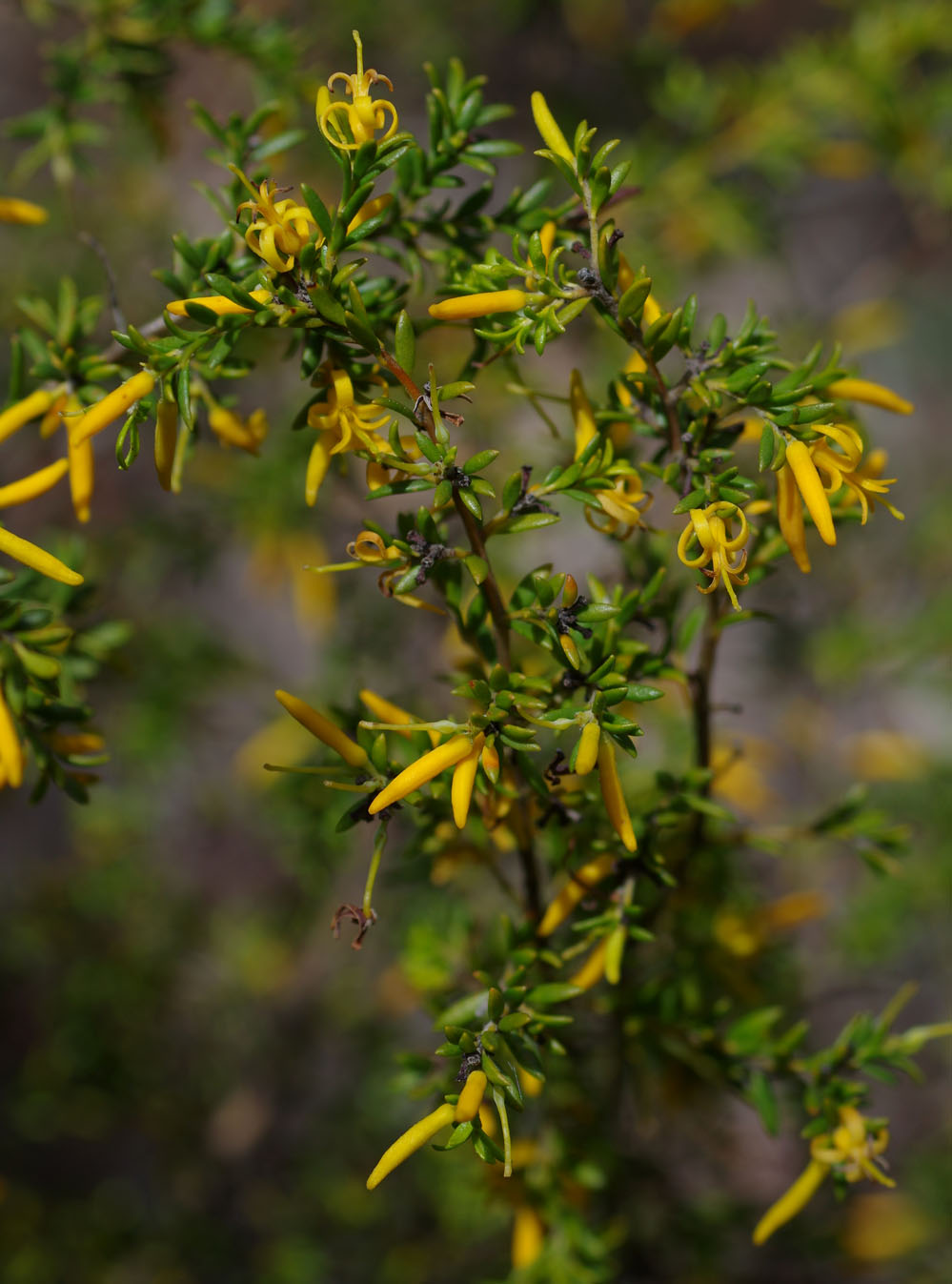
Persoonia terminalis
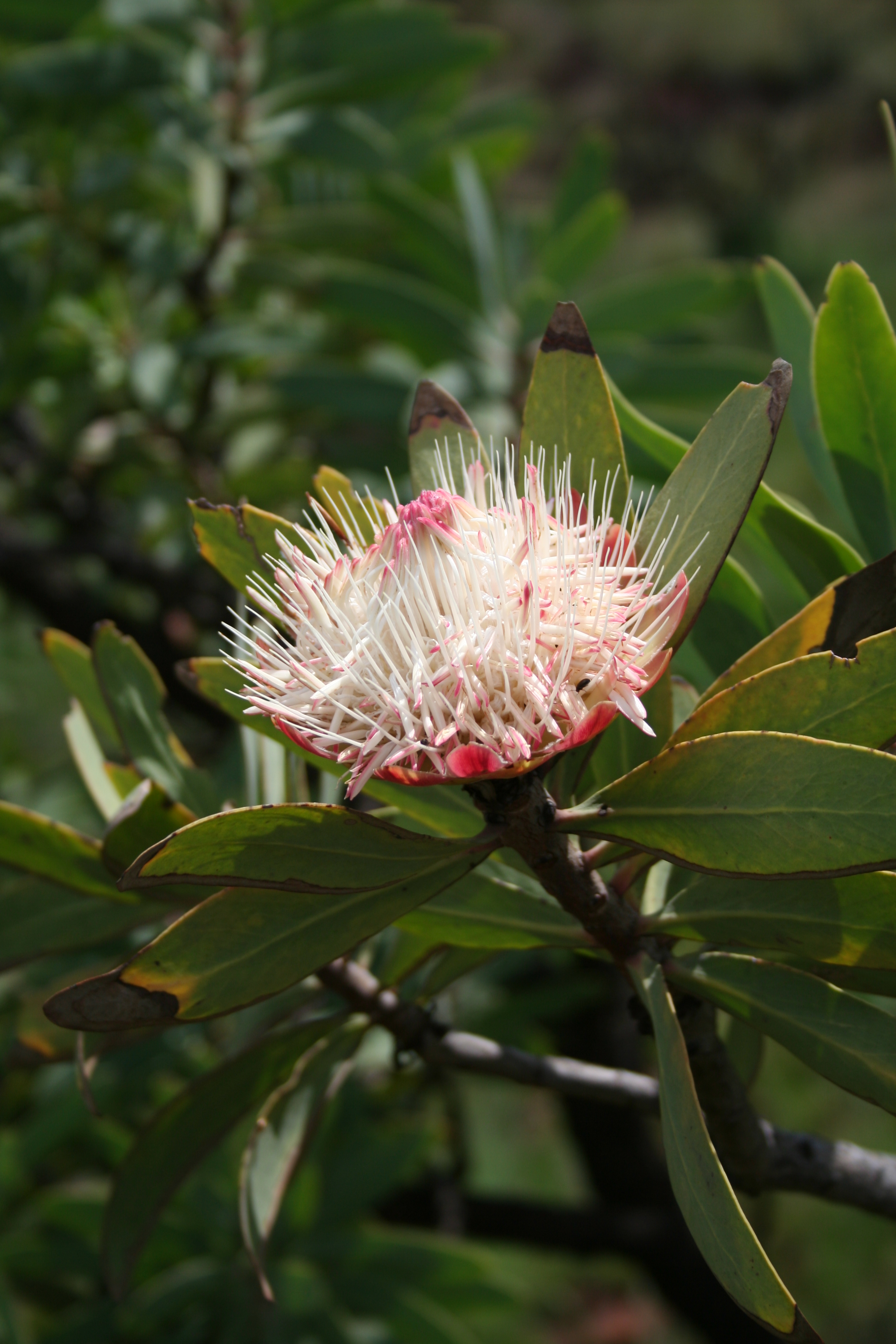
Суцвіття Protea caffra
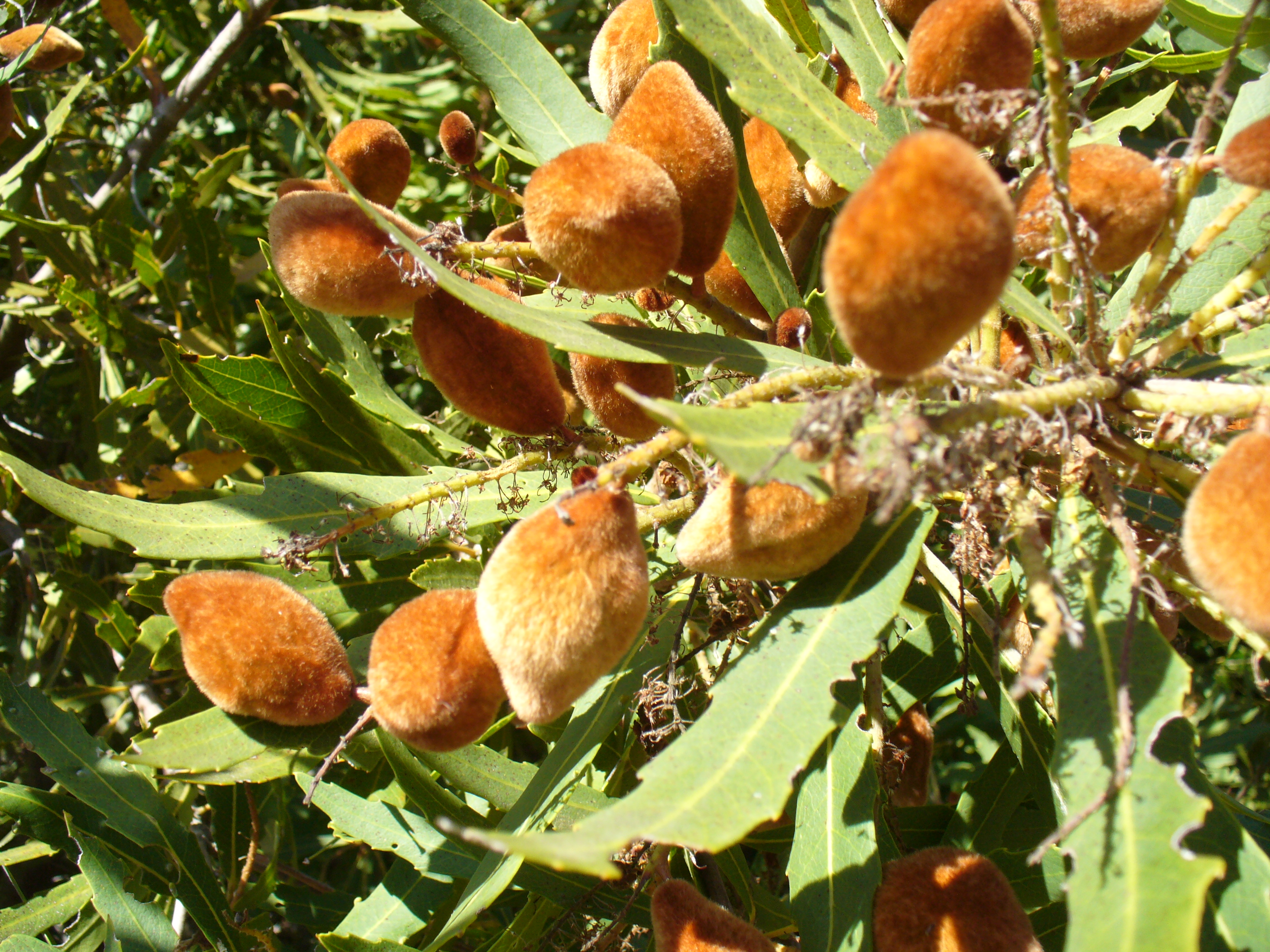
Плоди Brabejum stellatifolium
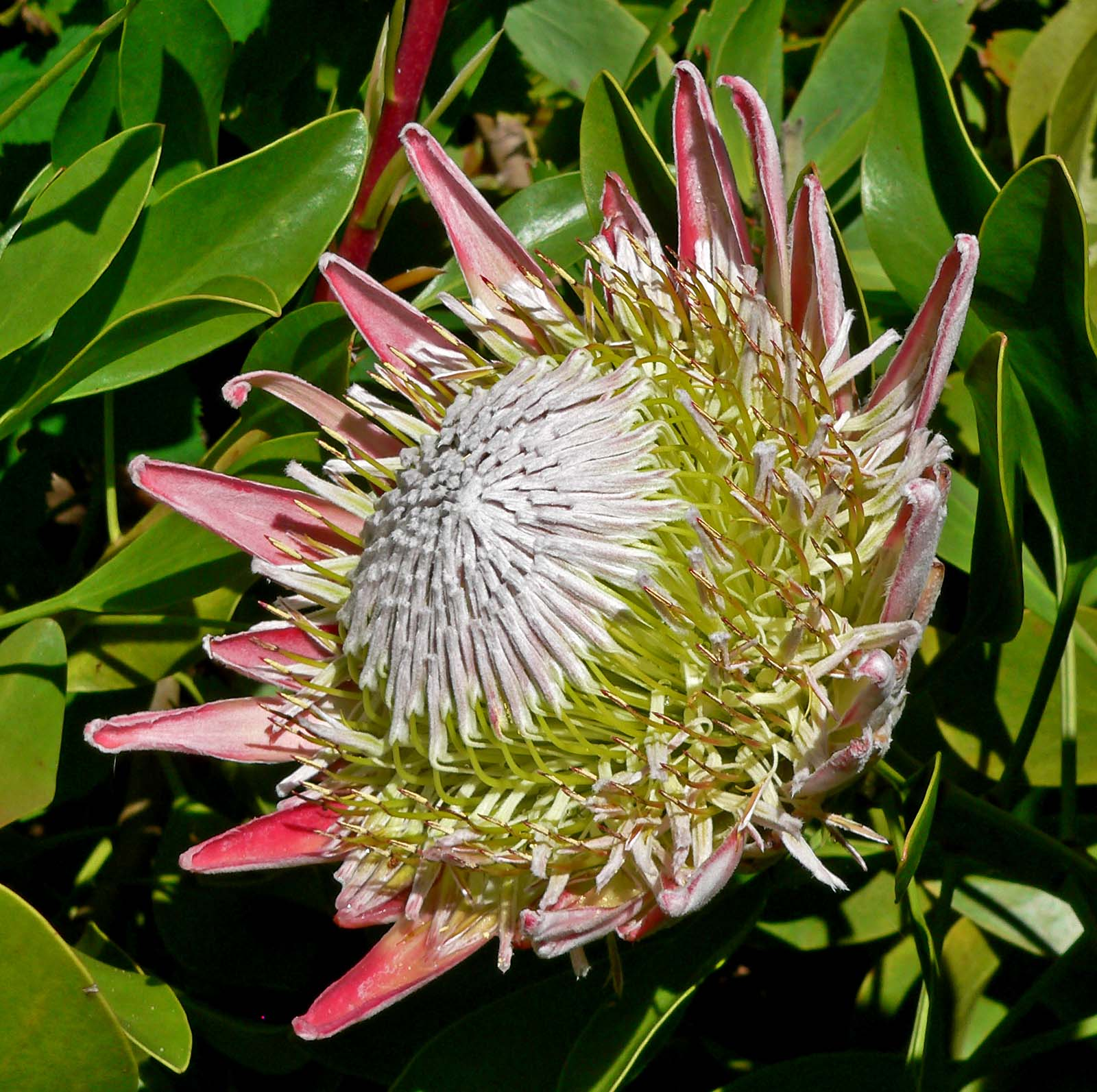
Protea cynaroides
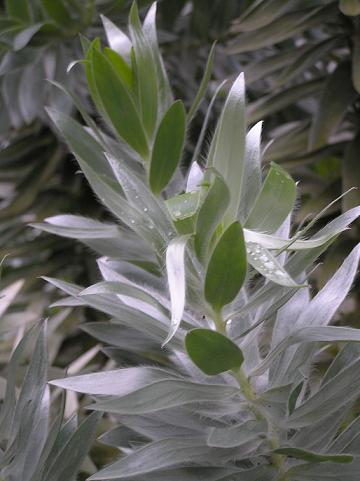
Leucadendron argenteum
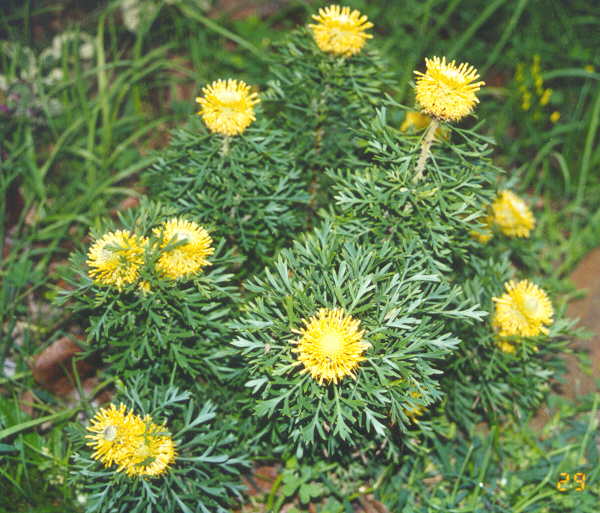
Isopogon anemonifolius
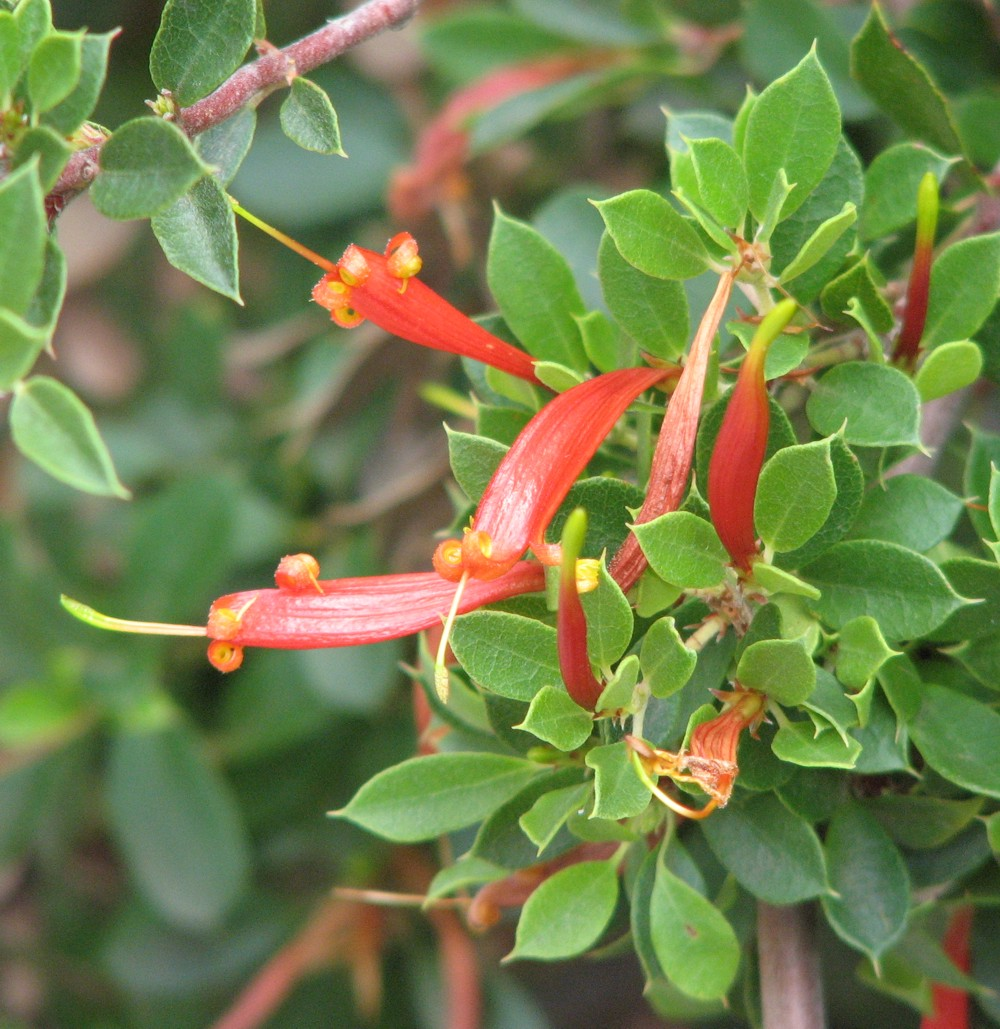
Lambertia multiflora
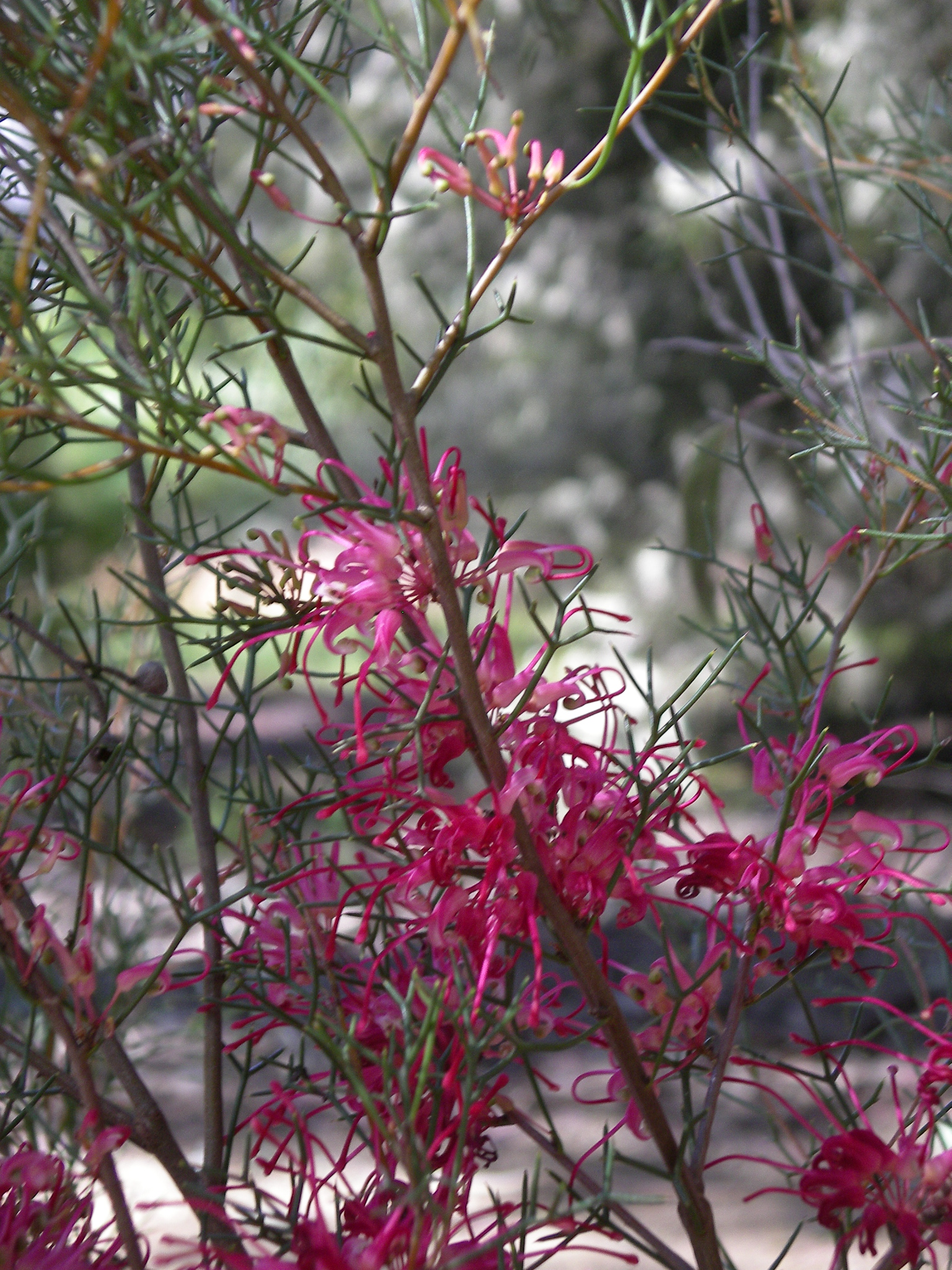
Hakea purpurea
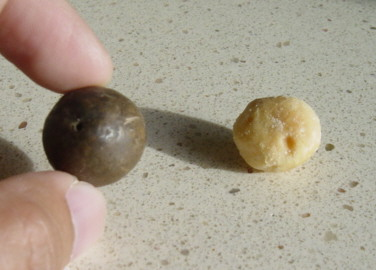
Їстівні горішки Macadamia